# Вари боб
Вари боб (на албански: Varibob; на гръцки: Βαριμπόμπ) е връх в планината Грамос (Грамоща). Върхът е висок 2461 m и е граничен между Гърция и Албания, на него е гранична пирамида № 5.
Върхът има и втора кота изцяло на албанска територия с височина 2412 m.
В ранната османска епоха в подножието на върха е едноименното село Вари боб. В османски дефтер от 1530 година, пише че във Вари боб живеят 12 християнски семейства, 2 ергени и 1 вдовица.